# یوزف فلیرس
یوزف فلیرس (هلندی: Joseph Vliers; ۱۸ دسامبر ۱۹۳۲ – ۱۹ ژانویهٔ ۱۹۹۴) بازیکن  و مربی فوتبال اهل بلژیک بود.
از باشگاه‌هایی که در آن بازی کرده‌است می‌توان به باشگاه فوتبال استاندارد لیژ اشاره کرد.
وی همچنین در تیم ملی فوتبال بلژیک بازی کرده‌است.